# 嘉康杰被扣监狱旧址
嘉康杰被扣监狱旧址位于中国山西省运城市盐湖区中城街道府东街盐湖区政府院内。
1983年1月，嘉康杰被扣监狱旧址公布为盐湖区文物保护单位，近现代重要史迹及代表性建筑类，年代为1926年。